# کوماروف (ناحیه اولومووتس)
کوماروف (به چکی: Komárov) یک منطقهٔ مسکونی در جمهوری چک است که در ناحیه اولومووتس واقع شده‌است.
 کوماروف ۱٫۴۹ کیلومتر مربع مساحت و ۱۹۴ نفر جمعیت دارد و ۲۶۱ متر بالاتر از سطح دریا واقع شده‌است.